# Équipe d'Afrique du Sud A de rugby à XV
Ne doit pas être confondu avec Équipe d'Afrique du Sud de rugby à XV ou Équipe d'Afrique du Sud de rugby à XV des moins de 20 ans.
L'équipe d'Afrique du Sud A de rugby à XV est l'équipe nationale réserve qui représente l'Afrique du Sud à la place de l'équipe principale dans les compétitions internationales mineures de rugby à XV.
Elle porte dans son histoire plusieurs noms : les Gazelles, les Junior Springboks, et les Emerging Springboks. Ils portent ensuite le nom générique South Africa « A ».

## Histoire
Après l'existence d'une première sélection sud-africaine non officielle en 1931, une autre équipe est officiellement créée en 1932, sous le nom des Gazelles. Leur première rencontre est disputée contre l'Argentine, gagnée sur le score de 42 à 0,,.
En 1955, l'existence des Gazelles est reconsidérée. Étant donné les succès de cette équipe lors de leurs tournées de 1932 et 1950, et que de nombreux joueurs de ces équipes ont par la suite intégré les Springboks, surnom de l'équipe nationale d'Afrique du Sud, elle est reconvertie en tant qu'équipe réservoir de cette dernière, et renommée Junior Springboks. Les conditions de sélections sont au nombre de deux : être éligible pour jouer avec les Springboks, et être en dessous d'une certaine limite d'âge.
Dans son histoire, l'équipe est opposée aux Lions britanniques et irlandais lors des tournées de ces derniers en Afrique du Sud : sous le nom des Junior Springboks en 1955 (en), 1962, 1980, puis sous le nom des Emerging Springboks en 1997 et 2009, et simplement en tant qu'Afrique du Sud « A » en 2021.
L'équipe des Emerging Springboks est invitée à disputer la Coupe des nations dans le cadre de l'édition 2007 (en) organisée en Roumanie, sous les ordres de Peter de Villiers en tant qu'entraîneur. Le groupe sélectionné rassemble notamment de nombreux Springboks n'ayant pas été retenus pour participer à la tournée estivale de l'équipe première face à l'Angleterre,. Les Emerging Springboks remportent la compétition, après une victoire finale contre l'Argentine « A ».
Pour leur deuxième participation consécutive en 2008 (en), cette fois sous la direction de Chester Williams, les Sud-Africains remportent à nouveau la compétition, mais rencontrent cette fois-ci une opposition plus forte. Après de courtes victoires contre la Géorgie et l'équipe réserve de l'Italie, ils assurent la victoire contre la Roumanie, toujours hôte du tournoi.
Le 4 juin 2012, les Emerging Springboks perdent le statut d'équipe nationale réserve au profit de l'équipe nationale des moins de 20 ans ; ce changement intervient en raison du trop faible nombre de confrontations disputées par les Emerging Springboks. Ces derniers continuent tout de même à jouer des rencontres internationales malgré cette relégation hiérarchique,.
Les nouveaux règlements de World Rugby modifient la hiérarchie des équipes nationales secondaires : en effet, d'après la règle 8, une fédération n'est plus autorisée à désigner une sélection nationale junior en tant qu'équipe nationale réserve à partir du 1er janvier 2018,. Ainsi, l'équipe des moins de 20 ans perd le statut d'équipe nationale réserve d'Afrique du Sud, au profit de l'Afrique du Sud « A ».

## Palmarès
- Coupe des nations de rugby à XV :
  - Vainqueur : 2007 (en), 2008 (en).